# توزون (امیرالامرا)
ابوالوفا توزون یک نظامی ترک‌تبار بود که ابتدا به مرداویج زیاری بنیانگذار حکومت زیاریان و سپس به خلافت عباسی خدمت کرد. او با استفاده ازقدرتش در جایگاه یک فرمانده در ارتش عباسی، ناصرالدوله حمدانی را از بغداد بیرون کرد و در ۳۱ ماه مه ۹۴۳به مقام امیرالامرا دست یافت. این بدان معنا بود که او عملا خلافت را اداره می‌کرد. او تا زمان مرگش در اوت ۹۴۵، یعنی چند ماه قبل از سقوط بغداد، این سمت را بر عهده داشت و پس از وی خلافت عباسی تحت کنترل آل بویه درآمد.

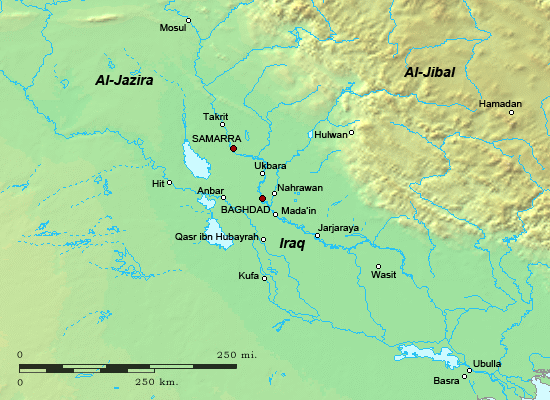
نقشه عراق در قرون ۹ و ۱۰ میلادی